# نخ بخیه سیلک

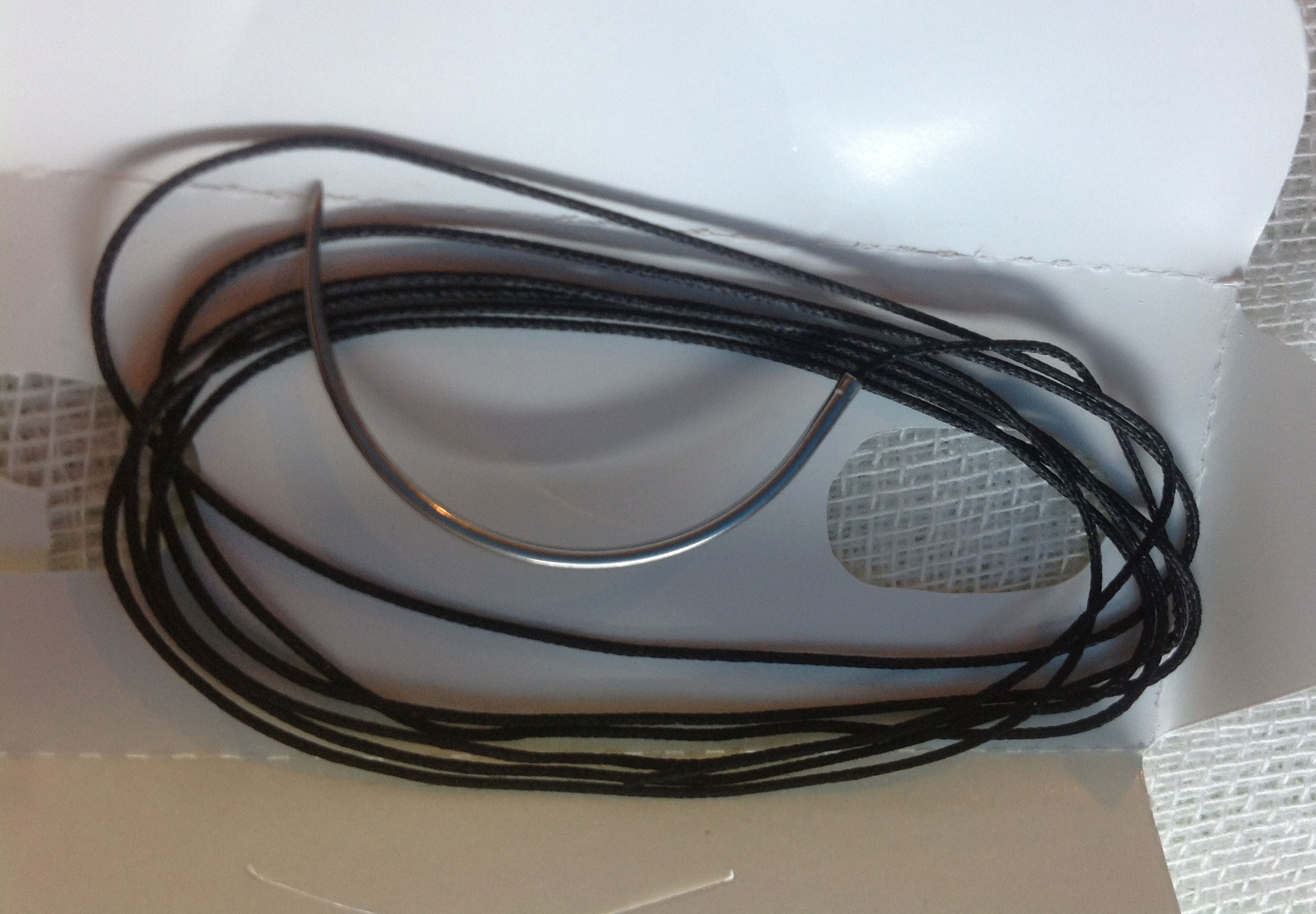
نخ سیلک

نخ بخیه سیلک جراحی(به انگلیسی: Surgical Silk) در گروه نخ‌های غیرقابل جذب طبیعی قرار گرفته و از فراورده حیوانی ساخته شده از فیبر طبیعی لارو کرم ابریشم بوده و فیبرها طوری بهم تابیده می‌شوند تا یک نخ مولتی فیلامانت را تشکیل دهند.

## رنگ
بیشتر به رنگ سیاه بوده ولی گاهی به صورت سفید و آبی نیز در دسترس می‌باشد.

## کاربرد
سیلک توانایی کشش خوبی دارد و این توانایی کششی را در طی ٢ سال ازدست می‌دهد.

انواع روش تهویه در اتاق عمل
- بستن فاسیا در صورت عدم عفونت
- جهت بستن رگ